# 大牟田市立宮原中学校
大牟田市立宮原中学校（おおむたしりつみやのはらちゅうがっこう）は、福岡県大牟田市に所在する公立中学校。

## 所在地
- 福岡県大牟田市米生町2丁目26番地

## 沿革
- 2017年 - 大牟田市立米生中学校と大牟田市立勝立中学校の統廃合により、旧米生中学校跡地に開校

## 通学区域
- 駛馬小学校区
- 天の原小学校区
- 玉川小学校区[1]

## 周辺
- 福岡県道・熊本県道3号大牟田植木線
- 三井三池炭鉱宮原坑
- 早鐘眼鏡橋